# Kodaline
Kodaline — ірландський рок-гурт із Дубліна, який було створено 2005 року під назвою 21 Demands. 2011 р. назву "21 Demands" було замінено на "Kodaline".

## Історія гурту
Стів і Марк жили поряд у селищі Сордз, тому були знайомі з восьми років. Друзі навчалися в одній школі та брали участь у різних конкурсах виконавців. Потім, через 6 років, вони познайомилися з Вінсентом, котрий також проживав у Сордзі — тоді й почав формуватися гурт 21 Demands. Пізніше в команду було прийнято Джеймса Боленда.

### 2005—2011, 21 Demands
У листопаді 2006 року гурт брав участь у шоу You’re a Star, яке транслювали на телеканалі RTÉ One — там вони й отримали популярність. 3 березня 2007 року гурт випустили власний сингл під назвою «Give Me a Minute», який у березні посів перше місце в Ірландському чарті (IRMA).

### 2012—2014,In a Perfect World
7 вересня 2012 року гурт випустив свій дебютний міні-альбом — The Kodaline EP. Їхня пісня «All I Want» була вибрана BBC Radio 1 як найкраща пісня тижня.
9 грудня 2012 року ВВС повідомило, що Kodaline потрапили до списку Sound of 2013, де найвідоміші музичні критики щороку шукають нові таланти. 17 червня 2013 року Kodaline випустили свій перший студійний альбом In a Perfect World.
До альбому In a Perfect World увійшло 11 пісень, враховуючи й повторно додані «High Hopes», «All I Want», «Love Like This» і «Pray». У альбомі також є 7 нових пісень: «One Day», «Brand New Day», «After The Fall», «Big Bad World», «All Comes Down», «Talk» і «Way Back When». У доповнену версію альбому від iTunes було додано пісні «The Answer», «Perfect World», «Lose Your Mind» і «Latch», із музичними кліпами «All I Want» і «High Hopes». У доповнену CD-версію додано живі записи з концерту в Дубліні: «All I Want», «High Hopes», «Love Like This», «Pray», «All Comes Down» і «The Answer». Їхню пісню «All I Want» було використано в шоу Catfish на MTV. Пісню «All I Want» також можна було почути в 10 серії 5 сезону серіалу Щоденники вампіра й у 2 серії 9 сезону серіалу Анатомія Грей.
У квітні 2014 року було випущено кавер-версію синглу Пола Маккартні «Coming Up (song)» у виконанні Kodaline. Саундтреком до фільму «Винні зірки» було обрано пісню «All I Want», а в липні цього ж року «Pray» і «High Hopes» пролунали в трейлерах до фільмів «Роги» та «З любов'ю, Розі».

### 2014—2017,Coming Up For Air
У грудні 2014 року було випущено новий студійний альбом Coming Up For Air.

### 2017-2018,Politics of Living
Новий сингл під назвою «Brother» із третього студійного альбому було випущено 23 червня 2017 року
.
Третій альбом під назвою «Politics of Living» було випущено 28 вересня 2018 року.

## Склад гурту
- Стів Гарріган (англ. Steve Garrigan) — вокал, ритм-гітара, мандоліна, губна гармоніка, клавішні
- Марк Прендергаст (англ. Mark Prendergast) — соло-гітара, бек-вокал, клавішні
- Вінні Мей (англ. Vinny May) — барабани, перкусія, бек-вокал
- Джейсон Боленд (англ. Jason Boland) — бас-гітара, бек-вокал

## Нагороди
| Рік  | Організація | Нагороди й номінації | Результат |
| ---- | ----------- | -------------------- | --------- |
| 2012 | MTV         | Brand New for 2013   | Номінація |
| 2012 | BBC         | Sound of 2013        | Номінація |
| 2013 | EBBA        | Public Choice Award  | Перемога  |

## Дискографія Kodaline

### Студійні альбоми
- In the Perfect World (2013)
- Coming Up For Air (2015)
- Politics Of Living (2017-2018)

### Міні-альбоми
- The Kodaline — EP (2012)
- The High Hopes EP (2013)
- Love Like This EP (2013)
- Brand New Day EP (2013)
- One Day EP (2014)